# La coronación de espinas (Tiziano, Louvre)
La coronación de espinas es un cuadro de Tiziano (como indica la inscripción Titianus F. en uno de los escalones). Realizado entre 1542 y 1544, es un cuadro clave del periodo comprendido entre sus trabajos para las cortes italianas de Ferrara, Mantua y Urbino, y las obras para los Farnesio de Roma, adonde Tiziano se trasladó en 1545.
Fue pintado por encargo de la Hermandad de la Iglesia de Santa Maria delle Grazie, en Milán, para adornar el altar de la capilla de la Santa Corona. Expoliado durante la invasión napoleónica y llevado a Museo del Louvre de París (entonces llamado Museo Napoleón), permanece a día de hoy en dicha institución pues no se incluyó entre las obras a restituir tras el Congreso de Viena, debido a que no fue reclamado por Austria, país del que dependía Milán entonces. 

## El tema
La coronación de Cristo es un relato mencionado en los evangelios de Mateo (27:29), Marcos (15:17) y Juan (19:2, 5). Tiziano refleja con mucha pasión la burla y el daño que buscan ocasionar los soldados de Pilato a Jesucristo, lo que el gobernador romano permite para tratar de satisfacer a los líderes judíos sin tener que ejecutarle, como pretendían estos. Las acusaciones intentan minimizar la culpa de Poncio Pilatos en la muerte de Jesús. Es representado en multitud de ocasiones por múltiples pintores de todos los tiempos.

## Descripción de la obra

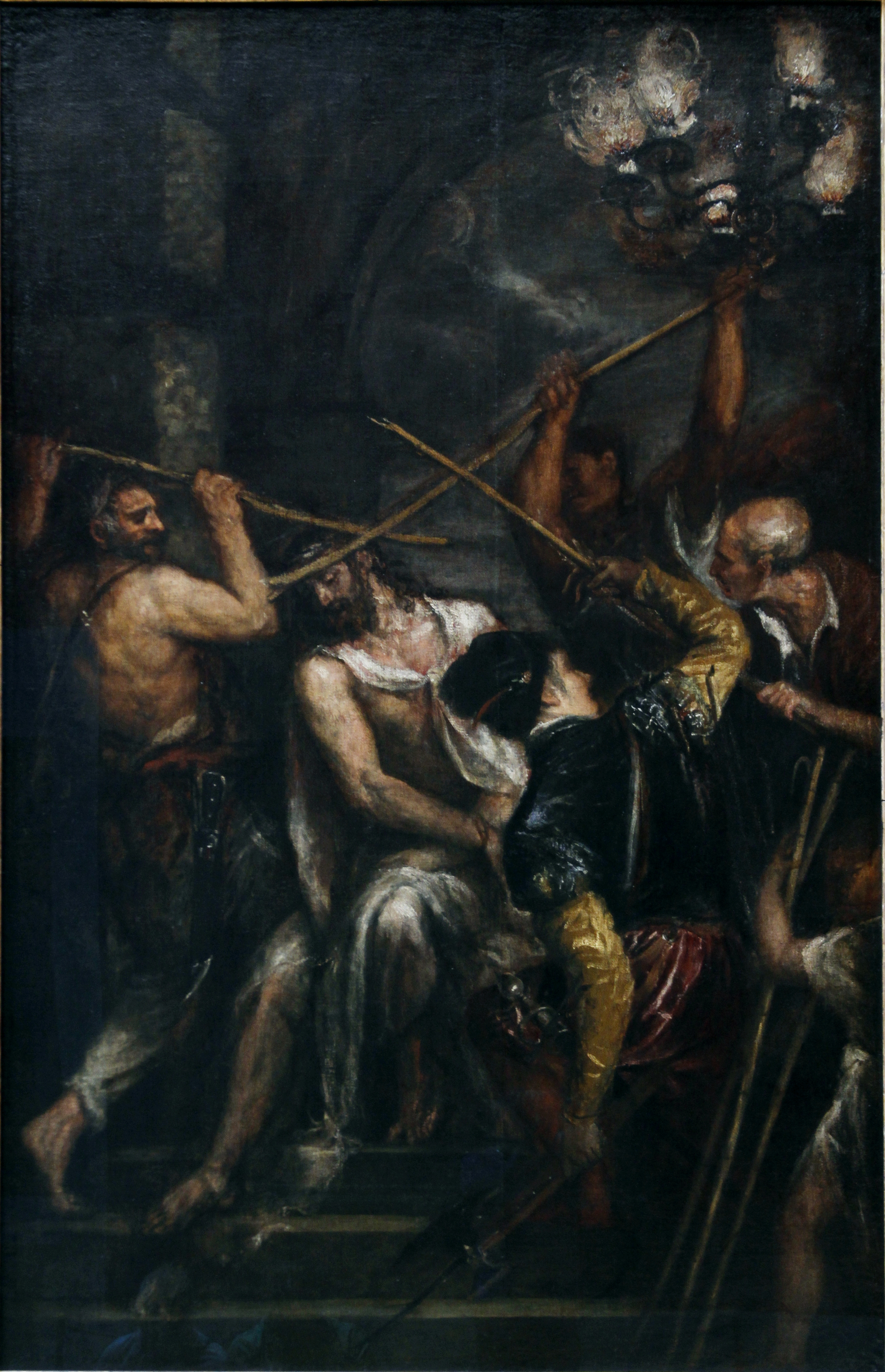
La coronación de espinas, 1572 – 1576, Pinacoteca Antigua de Múnich.

El autor refleja con un intenso dramatismo el episodio bíblico en un contexto aludido por el busto del emperador Tiberio que es representado bajo el arco de medio punto romano.
Todos los personajes de la obra reflejan por su anatomía y pose las figuras de las estatuas clásicas representadas por Miguel Ángel, que puede denominarse como terribilidad.
Se ha considerado este retablo como la respuesta del pintor a las influencias manieristas venidas de Roma y la Toscana, y que se manifiestan en las pinturas por la monumentalidad, la emulación de la Antigüedad y la elegancia en el dibujo, a lo que Tiziano suma el típico colorido veneciano.
En cuanto al color, se ha constatado la presencia de la tirosina, enzima de origen animal que da un tono característico a las obras de Tiziano, por lo que ha sido denominado color tizianesco.
Esta pintura sería fuerte motivo de inspiración para Caravaggio. Tiziano adapta el estilo de sus figuras al tema tratado como era su costumbre.